# Instytut Slawistyki Uniwersytetu Opolskiego

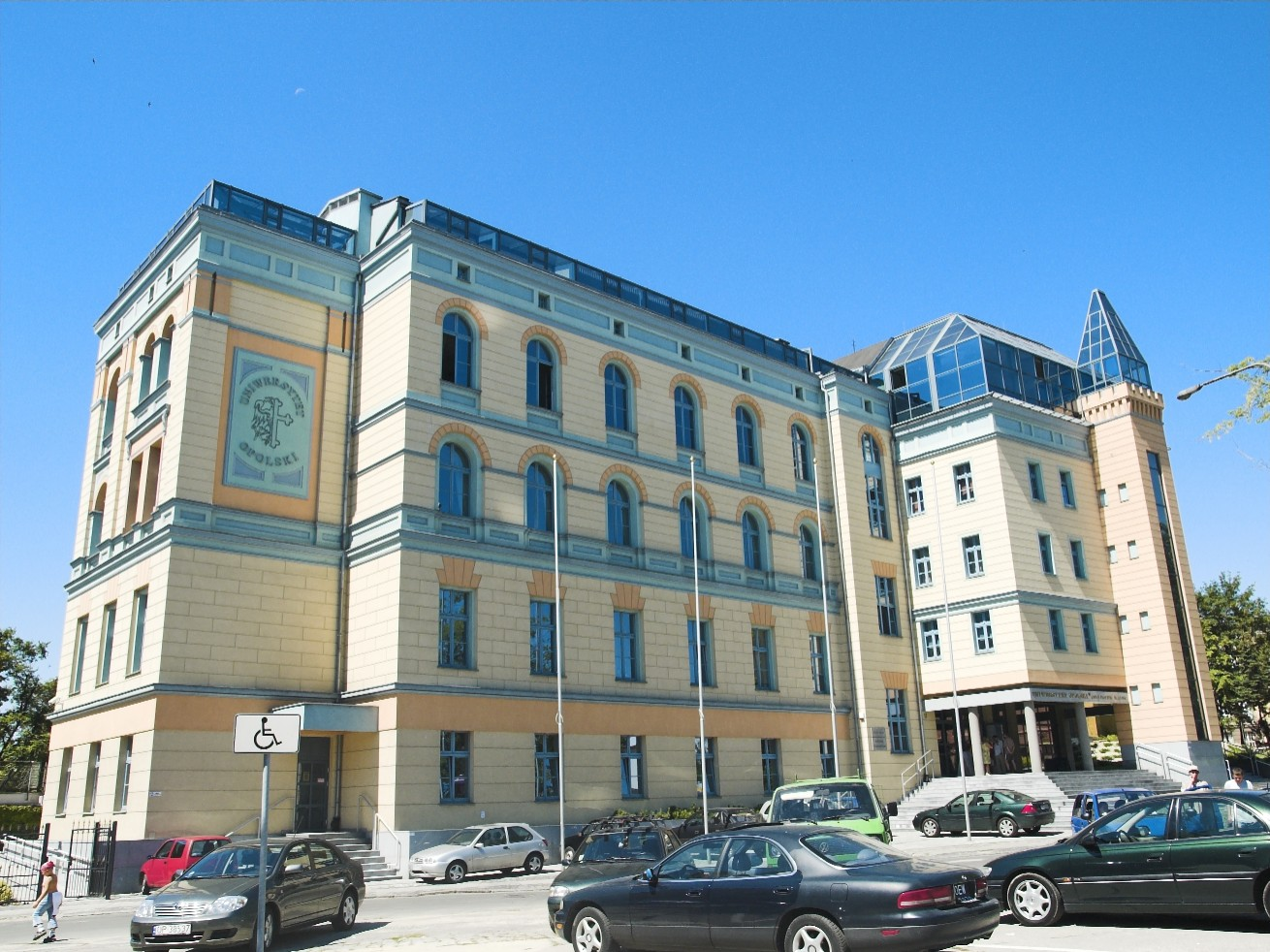
Collegium Maius, siedziba Instytutu Filologii Wschodniosłowiańskiej UO

Instytut Slawistyki Uniwersytetu Opolskiego (ISl UO) – jednostka dydaktyczno-naukowa należąca do struktur Wydziału Filologicznego Uniwersytetu Opolskiego. Dzieli się na 4 zakłady i 1 pracownie naukową. Aktualnie w roku akademickim 2016/2017 zatrudnionych jest 24 pracowników naukowo-dydaktycznych, w tym 2 z tytułem profesora na stanowisku profesora zwyczajnego, 3 doktorów habilitowanych na stanowisku profesora nadzwyczajnego, 17 adiunktów ze stopniem naukowym doktora i 2 asystentów z tytułem magistra. Prowadzi działalność dydaktyczną i badawczą związaną z leksykologicznymi i frazeologicznymi badaniami konfrontatywnymi polsko-wschodniosłowiańskimi z uwzględnieniem ich opisu leksykograficznego, literaturą rosyjska XIX i XX wieku oraz jej związkami z literaturami słowiańskimi i zachodnioeuropejskimi, teorią nauczania języków obcych a kompetencją zawodową nauczycieli. Instytut oferuje studia na kierunkach: filologia rosyjska od podstaw, język biznesu, filologia – specjalność czeska, slawistyka, translatoryka stosowana i języki obce w turystyce oraz studia podyplomowe, a także studia doktoranckie. Aktualnie na instytucie kształci się studentów w trybie dziennym. Siedzibą instytutu jest gmach Collegium Maius Uniwersytetu Opolskiego, mieszczący się przy placu Mikołaja Kopernika 11 w Opolu.
Instytut Slawistyki Uniwersytetu Opolskiego został powołany do życia w 1990 roku na bazie działającego wcześniej Instytutu Filologii Rosyjskiej, który został stworzony w 1975 roku. Szereg problemów badawczych jest podejmowanych i realizowanych we współpracy z międzynarodowymi ośrodkami naukowymi: Uniwersytetem w Poczdamie, Uniwersytetem w Greifswaldzie, Uniwersytetem im. Łomonosowa w Moskwie, Uniwersytetem Pedagogicznym w Sankt Petersburgu, Państwowym Instytutem Języka Rosyjskiego im. A. Puszkina w Moskwie, Uniwersytetem im. F. Palackiego w Ołomuńcu, Uniwersytetem w Ostrawie, Uniwersytetem w Kolonii, Uniwersytetem w Kijowie, Uniwersytetem im. I. Franka we Lwowie, a także z Uniwersytetem w Grodnie. Instytut początkowo afiliowany był przy Wydziale Filologiczno-Historycznym, a od reorganizacji struktur uniwersyteckich w 1996 przy Wydziale Filologicznym. Do 1 września 2014 roku Instytut nosił nazwę Instytutu Filologii Wschodniosłowiańskiej.

## Adres
Instytut Slawistyki

Uniwersytetu Opolskiego 

pl. Mikołaja Kopernika 11 

45-040 Opole

## Władze (2016-2020)
Dyrektor: prof. dr hab. Wojciech Chlebda
Zastępca dyrektora ds. studenckich i dydaktycznych: dr Bożena Dereń
Zastępca dyrektora ds. finansowych i organizacyjnych: dr Tomasz Wielg

## Kierunki kształcenia
Instytut kształci studentów w ramach studiów dziennych lub zaocznych na studiach pierwszego stopnia (licencjackich, 3-letnich). Do wyboru są następujące kierunki:
- języki obce w turystyce
- język biznesu
- filologia rosyjska od podstaw
- filologia – specjalność czeska
- slawistyka
- translatoryka stosowana

Absolwenci studiów pierwszego stopnia mogą kontynuować naukę w ramach studiów drugiego stopnia (magisterskich uzupełniających, 2-letnich). Do wyboru są następujące kierunki:
- filologia - specjalność: translatoryka stosowana
- język biznesu

## Struktura organizacyjna

### Zakład Teorii i Praktycznych Zastosowań Języka Rosyjskiego
Pracownicy:
- Kierownik: prof. dr hab. Wojciech Chlebda
- dr hab. Czesław Lachur, prof UO
- dr Irena Danecka
- dr Bożena Dereń
- dr Radosław Marcinkiewicz
- dr Alicja Przyszlak
- dr Jadwiga Tarsa
- mgr Barbara Chlebda
- mgr Daniel Borysowski

### Zakład Slawistyki Zachodniej i Południowej
Pracownicy:
- Kierownik: dr hab. Joanna Czaplińska, prof. UO
- dr Grażyna Balowska
- dr Sabina Giergiel
- dr Anna Modelska-Kwaśniowska
- dr Aleksandra Pająk
- dr Marta Malanowska-Statkiewicz
- dr Jiri Byčkov

### Zakład Literatury i Kultury Rosyjskiej
Pracownicy:
- Kierownik: prof. dr hab. Wanda Laszczak
- dr Daria Ambroziak
- dr Katarzyna Wysoczańska-Pająk
- dr Jolanta Greń-Kulesza

### Zakład Białorutenistyki i Ukrainistyki
Pracownicy:
- Kierownik: dr hab. Aleksander Gadomski, prof. UO
- dr Maria Giej
- dr Anna Krzywicka-Ustrzycka
- dr Tomasz Wielg

### Międzyzakładowa Pracownia Leksykograficzno-Przekładowa
Pracownicy:
- Kierownik: prof. dr hab. Wojciech Chlebda

## Siedziba
Aktualną siedzibą Instytutu Filologii Wschodniosłowiańskiej UO znajduje się w gmachu Collegium Maius przy placu Kopernika 11 w Opolu. Geneza tego budynku sięga XIII wieku, kiedy to na jego miejscu powstał klasztor dominikanów (początkowo drewniany, a od XIV wieku murowany). Obiekt ten przechodził liczne zmiany, przebudowy i rozbudowy w ciągu wieków. Na początku XIX wieku został on przejęty przez władze państwowe, które w latach 1851–1990 umieściły w nim szpital św. Wojciecha. W 1998 roku budynek gruntownie zmodernizowano, pozostawiając tylko zabytkowe ściany na potrzeby dydaktyczne opolskiej uczelni.